# Erich Fritz Emil Mielke
Erich Fritz Emil Mielke, nemški politik in general, * 28. december 1907, † 21. maj 2000.
Med letoma 1957 in 1989 je bil minister za državno varnost Nemške demokratične republike (Stasi).